# برونو روسينيول
برونو روسينيول (بالفرنسية: Bruno Rossignol)‏ هو ملحن وعازف بيانو فرنسي، ولد في 1958 في نانتير في فرنسا.

## وصلات خارجية
- برونو روسينيول على موقع ميوزك برينز (الإنجليزية)